# Sóstófalva
Sóstófalva là một thị trấn thuộc hạt Borsod-Abaúj-Zemplén, Hungary. Thị trấn này có diện tích 7,28 km², dân số năm 2010 là 268 người, mật độ 37 người/km².